# Sonja Kohn
Pour les articles homonymes, voir Kohn.
Sonja Kohn, née le 5 août 1948 à Vienne, est une femme d'affaires autrichienne.

## Biographie
Sonja Kohn naît à Vienne en 1948. Ses parents sont des Juifs polonais arrivés en Autriche en 1945. Elle se rend à l'école secondaire Wasa, où elle suit une éducation en sciences humaines comprenant le latin et le grec classique.
Elle épouse Erwin Kohn en 1966. Ensemble, ils vivent à Francfort, Milan, Zurich et New York et élèvent leurs cinq enfants. Mme Kohn parle l'allemand, l'anglais, le français et l'italien couramment. Elle travaille en tant que courtière agréée dans le bureau international de Merrill Lynch à New York City de 1985 à 1987. Par la suite, elle fonde Eurovaleur et devient connue sous le surnom « La femme autrichienne de Wall Street ».
Elle quitte New York avec sa famille et retourne en Europe où elle fonde Medici Finanz en 1994. La Bank Austria est un actionnaire minoritaire. En 1998, son initiative arabo-autrichienne donne lieu à la création du fonds à capital garanti « Emirates-Bank Austria ». Le fonds est l'une des raisons pour lesquelles elle obtient la Grande médaille d'honneur de la République d'Autriche. 
En incorporant l'informatique et Internet dans sa stratégie d'affaires, Mme Kohn devient présidente et partenaire fondatrice de FundsWorld, une plateforme en ligne pour la distribution de fonds mutuels. Elle est détenue en majorité par Intesa.
Ses efforts de développement commercial donnent lieu à des entreprises communes entre les Bourses de Dubaï et de Vienne, ainsi qu'entre celles de Shanghai et de Vienne.
En 2002, Mme Kohn écrit un livre, Investimenti Alternativi, avec la professeur Anna Gervasoni.
Medici Finanz devient Bank Medici en 2003. Les activités de la banque comprennent le fonds Herald. En 2008, Bank Medici et Mme Kohn sont victimes de l'affaire Madoff. En 2010, Irving Picard, le fiduciaire de Madoff, dépose une plainte de 65 milliards de $US contre 70 parties, y compris Bank Medici et Sonja Kohn aux États-Unis, et une plainte en Grande-Bretagne.
Mme Kohn est entièrement exonérée par la cour britannique en octobre 2013. La cour confirme qu'elle est une victime. « Les accusations sont sans fondement. »... « Son honnêteté et son intégrité ont été démontrés. »